# آندرا دی
کاساندرا مونیک (انگلیسی: Cassandra Monique) شناخته شده با نام آندرا دی یک موسیقی‌دان اهل ایالات متحده آمریکا است.
او در فیلم رهایی بازی کرده است.